# Romeyer
Romeyer település Franciaországban, Drôme megyében. Lakosainak száma 231 fő (2022. január 1.). Romeyer Chamaloc, Die, Laval-d’Aix, Saint-Agnan-en-Vercors, Chichilianne és Gresse-en-Vercors községekkel határos.

## Népesség
A település népessége az elmúlt években az alábbi módon változott:
| Lakosok száma | 150  | 113  | 114  | 201  | 213  | 203  | 197  | 187  | 202  | 231  |
|               | 1968 | 1982 | 1990 | 2006 | 2013 | 2015 | 2017 | 2019 | 2020 | 2022 |